# 赤鱬

明朝《山海經圖》的繪像

赤鱬是中国传说的一种人面鱼身的异鱼，栖息在翼之泽,人的脸，叫声像鸳鸯，吃了可以治疥疮。记载于《山海经.南山经》

### 來源
1. ↑  孫見坤. . 奇幻. 天津人民出版社. 2018/10/01: 334. ISBN 9787201139296.
2. ↑  “青丘之山，英水出焉，南流注于即翼之泽。其中多赤鱬，其状如鱼而人面，其音如鸳鸯，食之不疥。”

## 参看
中国妖怪列表
人面鱼